# Clavularia crosslandi
Clavularia crosslandi is een zachte koraalsoort uit de familie Clavulariidae. De koraalsoort komt uit het geslacht Clavularia. Clavularia crosslandi werd in 1906 voor het eerst wetenschappelijk beschreven door Thomson & Henderson. 